# Décret présidentiel 14183
Lire en ligne

Page sur le site de la Maison Blanche

Texte sur Wikisource

Le décret présidentiel 14183, intitulé Prioriser l’excellence et la préparation militaires (en anglais Prioritizing Military Excellence and Readiness), est un executive order signé par le président Donald Trump le 27 janvier 2025 avec trois autres décrets portant également sur l'armée américaine. Ce décret révoque le décret exécutif 14004 de Joe Biden en interdisant la présence de personnes transgenres dans l'armée.

## Contenu
Le décret exécutif interdit la présence de personnes « avec un usage variable des pronoms ou un usage des pronoms qui reflètent de manière inexacte le sexe d'un individu » dans l'armée américaine. Ce faisant le décret révoque le décret exécutif 14004 de Joe Biden en interdisant la présence de personnes transgenres dans l'armée,.
Le décret explique que les personnes transgenres ne pouvaient pas satisfaire « les critères rigoureux requis pour le service militaire », et que leurs transidentités s'opposaient aux principes d'un « mode de vie dévoué à l'honneur, à la vérité et à la discipline ».

## Contexte
Donald Trump avait déjà banni les personnes transgenres de l'armée en 2017, avant que Joe Biden ne révoque cette interdiction en 2021.
Le sujet transgenre était au cœur de la campagne de Donald Trump de 2024, ayant été la première dépense de spot publicitaire réalisée par le parti républicain, cumulant 120 millions de dollars,,. La victoire de Donald Trump en novembre inquiète la communauté LGBT et particulièrement celle transgenre, craignant un démantèlement progressif de leurs droits, entre autres l'accès au logement, le changement de genre à l'état civil, etc.,.
Dès le 22 décembre 2024, Trump annonce lors d'un rassemblement vouloir dès le premier jour de son mandat arrêter le « délire transgenre » en affirmant officiellement qu'il n'existait que deux genres tout en interdisant une transition pour les personnes mineures et la présence des personnes transgenres dans l'armée, dans les écoles et dans les compétitions féminines,.
Le 20 janvier 2025, Donald Trump signe le décret visant à « défendre les femmes contre l’extrémisme idéologique de genre et à rétablir la vérité biologique au sein du gouvernement fédéral », l'identité transgenre y est décrit comme une « idéologie ».
Il est estimé en janvier 2025 qu'entre 9 000 et 15 000 soldats seraient transgenres au sein de l'armée américaine, soit au plus 0,65 % de l'effectif total.

## Analyse
Le décret exécutif est vu comme qualifiant de manière agressive et dédaigneuse les personnes transgenres, tout en allant plus loin encore que lors de la première exclusion des personnes transgenres en 2017,.

## Réactions

### Réaction judiciaire
Dès le lendemain du décret exécutif, une action en justice est menée contre la Maison Blanche par huit personnes et deux organisations affirmant que le décret viole leurs droits constitutionnels en ne se basant que sur une animosité envers les personnes transgenres et non sur une véritable efficacité supplémentaire,,.
Dans son ordonnance d'annulation du 18 mars 2025, la juge Reyes a déclaré que l'interdiction était «empreinte d'animosité et de prétextes (...) Son langage est ouvertement dégradant, sa politique stigmatise les personnes transgenres comme étant intrinsèquement inaptes, et ses conclusions n'ont aucun rapport avec les faits», a-t-elle écrit.

## Conséquences
L'armée américaine proscrit à partir du 14 février 2025 les personnes transgenres à rejoindre l'armée, et supprime les soins d'affirmation de genre pour ses soldats,.